# Fortunio Bonanova

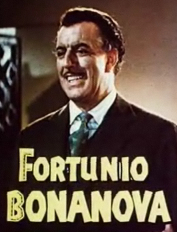
Abgeschnittener Screenshot von Fortunio Bonanova aus dem Trailer zum Film Fiesta

Fortunio Bonanova (* 13. Januar 1895 in Palma, Mallorca als Josep Lluís Moll; † 2. April 1969 in Woodland Hills, Los Angeles, Kalifornien) war ein spanischer Schauspieler und Opernsänger mit einer umfangreichen Karriere beim amerikanischen Film.

## Leben
Fortunio Bonanova wurde als Josep Lluís Moll auf Mallorca geboren. Seinen Künstlernamen wählte er, um sich selbst Glück zu bringen und weil er die Nachbarschaft Bonanova nahe seiner Heimatstadt Palma liebte. Er studierte Musik und debütierte 1921 als Sänger in Richard Wagners Oper Tannhäuser. Mit seinem Auftritt in der gleichnamigen Verfilmung von Don Juan Tenorio wurde er auch im Ausland bekannt. Der Stummfilm wurde unter anderem in New York City aufgeführt. Von 1927 bis 1934 spielte und inszenierte er mehrere Opernaufführungen in New York. Anschließend kehrte er nach Spanien zurück. Das Land verließ er 1936 mit dem Ausbruch des Spanischen Bürgerkriegs endgültig Richtung Vereinigte Staaten.
Ab den späten 1930er-Jahren konzentrierte sich Bonanova auf seine Filmkarriere und konnte sich relativ schnell als Nebendarsteller in Hollywood etablieren. Er war dabei eine bevorzugte Besetzung für Figuren spanischer, allgemeiner südeuropäischer oder auch lateinamerikanischer Herkunft. Gelegentlich wurde er seinem musikalischen Hintergrund entsprechend eingesetzt, so als Gesangslehrer Signor Batiste in Orson Welles’ Klassiker Citizen Kane (1941) oder als Dirigent Tomaso Bozanni in dem oscarprämierten Kassenschlager Der Weg zum Glück (1944). Billy Wilder besetzte ihn in Fünf Gräber bis Kairo (1943) und Frau ohne Gewissen (1944), in letzterem spielte er einen LKW-Fahrer, der sich an Versicherungsbetrug versucht. In Mexikanische Nächte (1947) verkörperte er den Vater der beiden Hauptdarsteller Esther Williams und Ricardo Montalbán, im Liebesfilm Die große Liebe meines Lebens (1957) wirkte er neben Cary Grant und Deborah Kerr in der Rolle eines Kunsthändlers mit.
Das filmische Schaffen von Bonanova, der ab 1952 auch in Fernsehserien auftrat, umfasst mehr als 100 Film- und Fernsehproduktionen bis zum Jahr 1964. Am 2. April 1969 verstarb Bonanova im Alter von 47 Jahren an einer Intrazerebralen Blutung in Los Angeles.

## Filmografie (Auswahl)
- 1921: Don Juan Tenorio
- 1932: Rettender Ruin (A Successful Calamity)
- 1938: Tropic Holiday
- 1940: Im Zeichen des Zorro (The Mark of Zorro)
- 1941: König der Toreros (Blood and Sand)
- 1941: Allotria in Florida (Moon Over Miami)
- 1941: Citizen Kane
- 1941: A Yank in the R.A.F.
- 1942: Die fröhliche Gauner GmbH (Larceny, Inc.)
- 1943: Fünf Gräber bis Kairo (Five Graves to Cairo)
- 1944: Brasilianische Serenade (Brazil)
- 1944: Der Weg zum Glück (Going My Way)
- 1944: Frau ohne Gewissen (Double Indemnity)
- 1944: Tagebuch einer Frau (Mrs. Parkington)
- 1944: Ali Baba und die vierzig Räuber (Ali Baba and the Forty Thieves)
- 1946: Charlie Chan in Mexiko (The Red Dragon)
- 1946: Mit Pinsel und Degen (Monsieur Beaucaire)
- 1947: Mexikanische Nächte (Fiesta)
- 1947: Befehl des Gewissens (The Fugitive)
- 1948: Die Liebesabenteuer des Don Juan (Adventures of Don Juan)
- 1948: Zaubernächte in Rio (Romance on the High Seas)
- 1949: Die Goldräuber von Tombstone (Bad Men of Tombstone)
- 1950: Frau am Abgrund (Whirlpool)
- 1950: Liebesrausch auf Capri (September Affair)
- 1950: Nancy geht nach Rio (Nancy Goes to Rio)
- 1953: Die Todesbucht von Louisiana (Thunder Bay)
- 1953: Mörder ohne Maske (Second Chance)
- 1953: Wolken sind überall (The Moon Is Blue)
- 1955: Pantherkatze (New York Confidential)
- 1955: Rattennest (Kiss Me Deadly)
- 1957: Die große Liebe meines Lebens (An Affair to Remember)
- 1958: Bis zur letzten Patrone (The Saga of Hemp Brown)
- 1959: Donner in der Sonne (Thunder in the Sun)
- 1963: Der zweite Mann (The Running Man)